# Macáçar
Macáçar ou Macaçar (em indonésio: Makassar) é a capital da província de Celebes do Sul, na Indonésia, e a maior cidade da ilha de Celebes. Situada na costa sudoeste da ilha, em frente ao estreito de Macáçar, a cidade conta com uma população de cerca de 1,25 milhão de habitantes, numa área de 175,77 km². Chamou-se Ujung Pandang entre 1971 e 1999.

## Histórico
Foi possessão portuguesa entre 1512 e 1665.
Após a chegada dos holandeses, ali foi constituído uma importante comunidade lusitana, também chamada de bandel, que recebeu o nome de Borrobos. Por volta de 1660 foi líder dessa comunidade (que também tinha habitantes macaçares e de outras nacionalidades), o que hoje equivaleria a um bairro, o português Francisco Vieira de Figueiredo.
Viviam em Borrobos cerca de seis mil portugueses e, embora fosse vontade de Vieira retornar a sua cidade de Ourém e contasse com apoio da Corte, os Vice-Reis da Índia não o permitiram, para que ali defendesse os interesses da comunidade lusitana. Os holandeses, contudo, puseram-lhe a cabeça a prêmio e finalmente exigiram dos governadores das Celébes a completa expulsão dos portugueses; estes migraram, então, para as vizinhas ilhas de Solor e Timor.